# Willem van Ingen
Willem van Ingen také Guilhelmo Den Eersten (1651–1708), byl nizozemský malíř tzv. zlatého věku nizozemského malířství. Pracoval hlavně v Itálii.

## Životopis
Podle Arnolda Houbrakena, malíře a uměleckého teoretika, se Willem van Ingen učil malovat v Utrechtu. Tam si ho povšiml Johannes van Neercassel, který ho vzal na cestu do Říma. V Římě se Willem van Ingen přidal k uměleckému sdružení převážně nizozemských a vlámských umělců s názvem Bentvueghels, kde dostal přezdívku Den Ersten. Zaregistroval se zde pod jménem Guilhelmo den Eersten. Houbraken dále uvádí, že van Ingen rok pracoval v Římě s umělcem jménem Carlo Maratta. Maloval v mnoha kostelech, poté odcestoval do Benátek, kde pracoval pro Valentina Lefebvra. Předtím než se vrátil do Nizozemska odcestoval do Neapole. Je také známý jako Guillelmo van Ingen. Také je známý jako učitel Alberta van Spierse (1665 - 1718), který byl učitelem amsterdamského malíře Jacoba de Wita.

## Poznámka
1. ↑  Johannes Baptista van Neercassel (Gorinchem, 1625 - Zwolle, 6. června 1686), arcibiskup v Utrechtu od roku 1661 do roku 1686. Byl váženým představitelem katolické církve s vynikající sítí kontaktů ve Francii a Římě. Jeho postavení časem jezuité podkopali a jeho teologická práce Amor poenitens (1683) byla po jeho smrti vedena na indexu Prohibited Books  (Rejstřík zakázaných knih).V tomto článku byl použit překlad textu z článku Johannes van Neercassel na anglické Wikipedii.